# Escorxador dorsicastany
L'escorxador dorsicastany (Lanius vittatus) és un ocell de la família dels lànids (Laniidae).

## Hàbitat i distribució
Habita garrigues, camp obert i terres de conreu de les terres baixes a l'extrem sud de Rússia, Afganistan, Pakistan i lÍndia, a excepció d'Assam i Bangladesh.